# Ludwików (gmina Teresin)
Ludwików – wieś w Polsce położona w województwie mazowieckim, w powiecie sochaczewskim, w gminie Teresin. Ma status sołectwa.

## Historia
Początki wsi Ludwików związane są z działalnością dziedzica Serok. Po pierwszej wojnie światowej dziedzic Tadeusz Sroczyński (z wykształcenia architekt) zaprojektował nową siedzibę swojej rodziny. W roku 1927 budowa została zakończona, pałac istnieje nadal i jest zlokalizowany we wsi Seroki-Parcela. Na terenach rozparcelowanych (w związku z wydatkami na budowę) została utworzona nowa osada. W okresie początkowym zwana Kolonia Podlesie. Po drugiej wojnie światowej wprowadzona została już nazwa obecnie używana.
W latach 1975–1998 miejscowość należała administracyjnie do województwa skierniewickiego.